# 短歌行 (曹操)
『短歌行』（たんかこう）は後漢末期の武将・曹操が詠んだ四言古詩。詩人としての曹操の代表作の一つであり、酒にまつわる漢詩としてもよく知られるものである。

## 本文
| 短歌行   | 短歌行   | 短歌行                                                      | 短歌行                                         |
| -------- | -------- | ----------------------------------------------------------- | ---------------------------------------------- |
| 第 一 節 | 對酒當歌 | 酒に対しては 当に歌ふべし さけにたいしては まさにうたうべし | 酒を飲んだら歌おうではないか                   |
| 第 一 節 | 人生幾何 | 人生 幾何ぞ じんせい いくばくぞ                             | 人の一生など、いかほどのものか                 |
| 第 一 節 | 譬如朝露 | 譬へば朝露の如し たとえばちょうろのごとし                   | さながら朝露のように儚いもの                   |
| 第 一 節 | 去日苦多 | 去日 苦だ多し きょじつ はなはだおおし                       | 過ぎ去った日々のなんと多いことよ               |
| 第 一 節 | 慨當以慷 | 慨して当に以て慷すべし がいしてまさにもってこうすべし       | それを思うと、嘆き、憤るばかりだ               |
| 第 一 節 | 憂思難忘 | 憂思 忘れ難し ゆうし わすれがたし                           | 深い憂いが胸から離れない                       |
| 第 一 節 | 何以解憂 | 何を以てか 憂を解かん なにをもってか うれいをとかん         | この憂いをどう晴らしたものか                   |
| 第 一 節 | 惟有杜康 | 惟だ杜康有るのみ ただとこうあるのみ                         | ただ酒を飲むしかない                           |
|          |          |                                                             |                                                |
| 第 二 節 | 青青子衿 | 青青たり子が衿 せいせいたりしがえり                         | 「青々した君の襟                               |
| 第 二 節 | 悠悠我心 | 悠悠たり我が心 ゆうゆうたりわがこころ                       | 君のことがかねてより心から離れない」           |
| 第 二 節 | 但爲君故 | 但だ君が為の故に ただきみがためのゆえに                     | ただ君のことを考え                             |
| 第 二 節 | 沈吟至今 | 沈吟して今に至る ちんぎんしていまにいたる                   | いつも思いにふけってきたのだ                   |
| 第 二 節 | 呦呦鹿鳴 | 呦呦として鹿は鳴き ゆうゆうとしてしかはなき                 | 「鹿はユウユウと鳴き                           |
| 第 二 節 | 食野之苹 | 野の苹を食ふ ののよもぎをくらう                             | 仲良く野のヨモギを食べる                       |
| 第 二 節 | 我有嘉賓 | 我に嘉賓有らば われにかひんあらば                           | 私に賓客があれば                               |
| 第 二 節 | 鼓瑟吹笙 | 瑟を鼓し 笙を吹かん しつをこし しょうをふかん               | 瑟を弾き、笙を吹いて迎えよう」                 |
|          |          |                                                             |                                                |
| 第 三 節 | 明明如月 | 明明 月の如きも めいめい つきのごときも                     | 月のように得難い賢才を                         |
| 第 三 節 | 何時可掇 | 何れの時にか採るべけん いずれのときにかとるべけん           | いつになったら手にすることができるのだろうか   |
| 第 三 節 | 憂從中來 | 憂ひは中より来りて うれいはうちよりきたりて                 | その憂いは胸中から湧いて                       |
| 第 三 節 | 不可斷絶 | 断絶すべからず だんぜつすべからず                           | 絶えることはない                               |
| 第 三 節 | 越陌度阡 | 陌を越え阡を度り はくをこえせんをわたり                     | もし東西南北の畦道を越えて                     |
| 第 三 節 | 枉用相存 | 枉げて用って相存せば まげてもってあいそんせば               | わざわざ訪ねてきてくれたならば                 |
| 第 三 節 | 契闊談讌 | 契闊して談讌し けいかつしてだんえんし                       | 固い交わりのもと親しく酒を酌み交わし           |
| 第 三 節 | 心念舊恩 | 心 旧恩を念ふ こころ きゅうおんをおもう                     | 長く誼を結びたいと願うだろう                   |
|          |          |                                                             |                                                |
| 第 四 節 | 月明星稀 | 月明らかに星稀にして つきあきらかにほしまれにして           | 月が明るく照りわたり、星影はまばらになった     |
| 第 四 節 | 烏鵲南飛 | 烏鵲 南に飛ぶ うじゃく みなみにとぶ                         | カササギが南を指して飛び                       |
| 第 四 節 | 繞樹三匝 | 樹を繞ること三匝 きをめぐることさんそう                     | 樹の周りを三度巡っているが                     |
| 第 四 節 | 何枝可依 | 何れの枝にか依るべき いずれのえだにかよるべし               | どの枝にとまるか決めかねている                 |
| 第 四 節 | 山不厭高 | 山 高きを厭はず やま たかきをいとわず                       | 山は高くなるのを厭わない                       |
| 第 四 節 | 海不厭深 | 海 深きを厭はず うみ ふかきをいとわず                       | 海は深くなるのを厭わない                       |
| 第 四 節 | 周公吐哺 | 周公 哺を吐き しゅうこう ほをはき                           | 周公は食べかけを吐き出してまで賢人を迎えに出て |
| 第 四 節 | 天下歸心 | 天下 心を帰す てんか こころをきす                           | 天下の人々はその徳に心服したのだ               |

四句ごとに韻が変わり、「歌」「何」「多」／「慷」「忘」「康」／「衿」「心」「今」／「鳴」「苹」「笙」／「月」「掇」「絶」／「阡」「存」「恩」／「飛」「依」「深」「心」で押韻する。

## 解釈
人生は短いゆえ、時には酒を飲み楽しむべしと歌いだし、その短い人生で我が功業を補佐してくれる優れた人材を切望してやまないと、儒教的典故を多用しつつ、武将らしい雄渾な気概を横溢させながら歌っている。
詩題
- 「短歌行」 - 漢代からみられる楽府題で[7]、『長歌行』に対していう[2]。『楽府詩集』には同名の作品18首が収められているが[6]、題名の由来は明らかでなく[6]、一句が四言という字数の少なさによる[4]、人生の短さを主題とすることによる[4]、歌声・抑揚・テンポの短さによる[8]、など諸説ある。
  - 「行」 - うた[8]。

第一節
- 「譬如朝露」 - 人生が短く儚いことの比喩[2][† 1]。
- 「去日」 - 過ぎ去った日[2]。
- 「苦」 - 甚だ[2]。
- 「慨當以慷」 - 「当以慷慨」（まさにもってこうがいすべし）を、音韻などの理由で変形したもの[8]。
  - 「慨」 - 嘆く（消極的）[2]。
  - 「慷」 - 憤る（積極的）[2]。
- 「杜康」 - 黄帝の時代に[6]初めて酒を造ったと伝わる人物の名で、転じて酒そのものも意味する[2]。

第二節
- 「青青子衿 悠悠我心」 - 『詩経』鄭風にある、三節からなる詩『子矜』の第一節の冒頭二句[7]。これは若い学生に向けた女の恋歌とも読めるが[7]、曹操の時代には、学窓を去った友を思う詩と解釈されていた[10]。
  - 「青青子衿」 - 周代の学生は青い襟の学生服を着ていたことから、若い優れた学生を指す[8]。
  - 「悠悠」 - 長きにわたって思うこと[5]。
- 「沈吟」 - 思いに沈む、あるいは逡巡する[2]。ここでは若い賢才を得たいと思い悩むさまを指す[6]。
- 「呦呦鹿鳴 食野之苹 我有嘉賓 鼓瑟吹笙」 - 『詩経』小雅にある、三節からなる詩『鹿鳴』の第一節の冒頭四句[7]。『鹿鳴』は、優れた主君が優れた賓客を招いて共に天下を治めるという理想をうたった詩[10]。
  - 「呦呦」 - 鹿の鳴き声の[4]擬声語[9]。野の鹿はよい草を見つけると独り占めせず、鳴いて仲間を呼び、共に楽しんで食べると『詩経』にある[5]。
  - 「野之苹」 - 野原に茂ったヨモギ[5]。
  - 「嘉賓」 - 賓客。ここでは、学才を以って時代を担える人材のこと[1]。
  - 「瑟」 - 25弦の大きな琴[6]。
  - 「笙」 - 19管（あるいは13管）の笛[6]。

第三節
- 「月」 - 取り難いことの比喩[2][† 2]。
- 「掇」 - 『五臣注文選』では「輟」（とどめる）に作る[4]。
- 「陌」 - 東西に通じる畦道[5]。
- 「阡」 - 南北に通じる畦道[5]。
- 「枉」 - 枉駕（おうが）。乗り物の行き先を変えて立ち寄ること[9]。
- 「相存」 - 訪問する[4]。
- 「契闊」 - 『詩経』邶風にある言葉で、『韓詩外伝』の解釈では「固い約束を交わす」という意味[1]。ほか「音信なく過ごすこと」[5]、「久しぶりに」[2]、「努力する」[4]とも。
- 「談讌」 - 酒盛りすること[5]。「談」は歓談、「讌」は宴に通じる[5]。
- 「旧恩」 - 昔からのよしみ[6]。「念旧恩」は「旧（ひさし）き恩（ちぎり）を念（ねが）う」とも読める[1]。

第四節
- 「月明星稀」 - 自分（月）の勢威を前に、他の群雄たち（星）の影が薄くなったという比喩[2]。
- 「烏鵲」 - カササギ[2]。ここでは才能ある人材[6]、いわゆる野の遺賢のこと[6][† 3]。
- 「三匝」 - 三巡り[2]。三は実数でなく、回数の多さとも解せる[8]。
- 「何枝可依」 - ここは「賢才たちよ、我が枝にとまれ」という曹操の願いが込められていると読める[10]。
- 「山不厭高 海不厭深」 - 優れた人材ならば誰でも受け入れることの比喩[8]。山はどんな土も受け入れる度量があるから高くなり、海はどんな河川の水も受け入れるから深くなる、人材も同じだということ[9]。この例えは、『管子』に管仲の言葉として[7][† 4]、『戦国策』に李斯の言葉として[2][† 5]既にみられる。
  - 「海」 - 『漢魏六朝百三家集』では「水」に作る[5]。
- 「周公」 - 周公旦を指す。周の礼制職官を制定して周王朝の基礎を築き、儒教において孔子に先立つ聖人とされる[5]。ここでは、食事中に食べ物を吐き出して士と会うこと三度にわたったという[2]、『韓詩外伝』巻三に見える故事を指す[6][† 6]。甥の成王を補佐し国の発展に尽力した周公旦の姿に、廷臣として献帝を支え国を安んじようという自分自身を重ね合わせたとも読める[8]。

四言詩、いわゆる詩経形式であり、全体は四節に分けられ、八句からなる各節は四句の二段に分けられる。まず第一節で、人生の短さという憂いは酒で晴らすしかない、と豪壮に歌い出す。次いで第二節で、しかし自分にとっての憂いとは良い人材を得るのがいかに難しいかであり、そうした人が訪れてくれるならば共に喜びたいと話題が転換する。第三節でも、賢才を切望しながらもそれが得難い憂いをひたすら訴えかけ、歌はクライマックスに入る。最後の第四節で、人材登用に熱意を惜しまなかった周公旦の故事を引き合いに出し、自分もそれに倣うつもりだという決意を示して終わる。

## 制作
『短歌行』と題する詩は漢代からいくつもみられるもので、前漢の崔豹の『古今注』によると、それらの民間歌謡は「寿命の長短は運命であり受け入れる他ないという嘆き」を主題にするものだったという。今では漢代の『短歌行』は全て失われ、本作品が現存する最古の『短歌行』となっている。今日において『短歌行』としてまず第一に挙げられるのは本作品である。
本作品は、漢代の民間歌謡のメロディーに合わせて曹操が即興的に詠んだものであろう。曹操の他の作品と同様、宴席や出陣前にオーケストラに合わせて演奏されたと思われる。
制作時期は不明だが、その詩意からして、「今、天下尚お未だ定まらず、此れ特に賢を求むるの急時なり」「唯だ才あらば是れ挙げよ」と述べて、家柄や品行に関係なく才能ある人材を抜擢するとした「求賢令」（210年、赤壁の戦いの2年後）と同時期とみるのが有力である。後漢末の動乱から三国鼎立へ向かう情勢のなか、劉備が三顧の礼をとってまでして諸葛亮を幕下へ迎えたように、曹操もまだまだ人材獲得に腐心せねばならない時期であった。

## 評価
曹操の詩風は、古楽府のそれを受け継ぎつつ、時事を反映させ、時には己の感慨・思想を力強く主張する点に独自性がある。そして感情表現では建安文学の特徴である悲憤慷慨を帯びたものもあるが、楽観的人生観を曹操らしく豪壮に詠んだものもあり、本作品はその好例といえる。
本作品は壮大・悲壮な王者らしい詩として、漢の高祖（劉邦）の『大風歌』（大風起りて雲飛揚す、威は海内に加わって故郷に帰る）や、武帝（劉徹）の『秋風辞』（秋風起りて白雲飛び、草木黄落して雁南に帰る）と共に挙げられることもある。清の魏源は『詩比興箋』で「風雲の気有り」と評した。
人生の憂いは酒で晴らすべし、という趣旨の詩は古来より無くもないが、そのテーマを本作品ほどストレートに主張したものはあまり前例がなく、李陵の作と伝わる『蘇武に与ふる詩』の「何を以てか我が愁ひを慰めん、独り觴（さかずき）に盈（み）つる酒有るのみ」が挙がるくらいである。

## 影響

### 赤壁賦
「月明星稀 烏鵲南飛」の二句は蘇軾の『赤壁賦』（前赤壁賦、1082年）に引用されている。
赤壁の決戦前に曹操が矛を横たえて『短歌行』を作ったという伝説は、蘇軾が『赤壁賦』を詠んだ頃には既に流布していたと考えられ、それは晩唐以降に行なわれた講釈の『三国志語り』でも見られたかもしれない。いずれにせよ、『赤壁賦』の「酒を灑ぎて江に臨み、槊を橫たえて詩を賦す。固に一世の雄なり」というフレーズは、曹操のそうした「橫槊詩人」という人物像を決定的なものとした。そしてこの『赤壁賦』を通じて、『短歌行』は一層人口に膾炙し愛唱されるところとなった。

### 三国志演義
『三国志演義』第四十八回「長江に宴して曹操詩を賦し 戦船に鎖して北軍武を用う」では、曹操が赤壁の戦いに臨んで本作品を詠じる場面がある。前後のあらすじは次のとおり。

赤壁での戦闘を間近に控えた曹操は、明月の晩に側近たち数百人を大船上へ集め、戦勝の前祝として酒宴を開く。酔いが回った曹操は矛を手に取り舳先から酒を長江に注いで祭り、側近らに向かって「余はこの矛で黄巾、呂布、袁術、袁紹を平らげ、さらに遠く塞北や遼東に至り、天下を縦横した。いま孫権を下さんとするに感慨もひとしおである。よい歌を思いついたので皆も唱和せよ」と促しながら『短歌行』を詠じ、側近らも歓声をあげて応じる。宴もいよいよ最高潮と思いきや、ここで劉馥が「月明ラカニ星稀ニシテ … 何レノ枝ニカ依ルベキ」というくだりは不吉だと意見を言う。曹操は興を削がれたと激怒して劉馥を矛で刺し殺し、側近らは呆気にとられて宴はお開きになる。翌朝、酔いから醒めた曹操はさすがに大いに後悔し、父親の埋葬を願い出てきた息子の劉熙に対して涙ながらに謝罪し、三公の礼で手厚く葬るようにと棺を護送する兵士をつけて即日帰郷させる。

この船上の宴の場面は、赤壁の戦いを扱うテレビドラマならば必ずと言ってよいほど用意される見せ場のシーンであり、いまだ現代においても中国人にとって『短歌行』は馴染みの深い詩となっている。